# Ravinia (Dakota Południowa)
Ravinia – miasto w Stanach Zjednoczonych, w stanie Dakota Południowa, w hrabstwie Charles Mix.